# Kebba E. A. Touray
Kebba E. A. Touray (* im 20. Jahrhundert; † vor August 2016) war ein gambischer Politiker.

## Leben
| Parlamentswahl | Stimmen    | Stimmanteil |
| -------------- | ---------- | ----------- |
| 2002           | einstimmig | 100,00 %    |

Kebba E. A. Touray trat als Kandidat der Alliance for Patriotic Reorientation and Construction (APRC) bei den Parlamentswahlen in Gambia 2002 im Wahlkreis Illiasa an. Mangels Gegenkandidaten erlangte er einen Sitz in der Nationalversammlung. Bei den Wahlen 2007 trat Touray nicht an.
Im Juli 2010 wurde gegen Touray Anklage erhoben, er wurde beschuldigt, bei einer Verschwörung zur Begehung eines Vergehens, Erstellung von Dokumenten ohne Autorität und Erteilung falscher Informationen an einen Beamten im März 2010 beteiligt gewesen sein.

## Auszeichnungen und Ehrungen
- 2016: July 22nd Revolution Award (posthum)[4]